# Aedes lamborni
Aedes lamborni är en tvåvingeart som beskrevs av Edwards 1923. Aedes lamborni ingår i släktet Aedes och familjen stickmyggor. Inga underarter finns listade i Catalogue of Life.